# روبرت أنطوان
روبرت أنطوان هو مبشر بلجيكي، ولد في 11 أغسطس 1914 في Dolhain ‏ في بلجيكا، وتوفي في 17 أكتوبر 1981 في كلكتا في الهند.